# Christian Reger
Christian Reger (* 10. März 1905 in Bruchsal, Baden; † 7. November 1985 in Lorch-Weitmars, Baden-Württemberg) war ein deutscher evangelischer Pfarrer. Von 1941 bis kurz vor dem Kriegsende 1945 war er im KZ Dachau inhaftiert.

## Leben
Regers Heimat war die Pfalz. Nach seinem Studium der evangelischen Theologie war er 1928 Vikar in Baden 1928 und ab 1931 im Büro des Internationalen Versöhnungsbundes tätig. Ab 1932 Pfarrer von Stieglitz in der Grenzmark Posen-Westpreußen, schloss er sich der Bekennenden Kirche an. Am 28. April 1941 wurde er von den Nationalsozialisten wegen „staatsfeindlicher Äußerungen“  verhaftet. Ab 11. Juli 1941 war er Häftling im KZ Dachau mit der Häftlingsnummer 26661. Er wurde am 3. April 1945 entlassen und wirkte bis 1946 wieder in seiner ehemaligen Gemeinde. Er wurde 1946 Pfarrer an der Petrikirche in Ost-Berlin, 1954 in Kaiserslautern und schließlich 1957 in Sankt Alban (Pfalz). 1959 ging er aus gesundheitlichen Gründen in den Ruhestand. Ab 1967 war er gegen entschiedene Widerstände erster Pfarrer an der Evangelischen Versöhnungskirche auf dem KZ-Gelände Dachau.  „Am meisten Widerstand gegen die Arbeit an der Versöhnungskirche leisten alte Dachauer Einwohner und mit ihnen – unisono – etwa der evang. Pfarrer von Dachau-Ost...“ beschrieb dies Reger im Mai 1967. Vorübergehend wurde er deshalb von dem pensionierten Generalsekretär des evangelischen Jugendverbandes CVJM in Würzburg, Oskar Zeiss, abgelöst. Von August 1970 bis 1978 übernahm er wieder den Dienst an der Versöhnungskirche. Hans Ludwig Wagner folgte ihm im Amt.
Er war in erster Ehe mit Mina Rothenhöfer, in zweiter Ehe mit Irmgard Krüger verheiratet.